# Ciclismo nos Jogos Olímpicos de Verão da Juventude de 2018
As competições de ciclismo nos Jogos Olímpicos de Verão da Juventude de 2018 ocorreram entre 7 e 17 de outubro em um total de quatro eventos, todos em Buenos Aires, Argentina. As competições aconteceram em três locais: nos Bosques de Palermo, no Parque Verde, para os eventos combinados masculino e feminino, no Parque Mujeres Argentinas, no Parque Urbano, para a disputa do BMX freestyle park, e no Paseo de la Costa para a competição de BMX racing.

## Formato
Para os Jogos Olímpicos da Juventude, as competições de ciclismo foram disputadas todas por equipes, nunca individualmente. Nas provas combinadas masculino e feminino dois ciclistas competem juntos. Os eventos foram realizados em cinco etapas: três de ciclismo de estrada (corrida, critério e contrarrelógio) e dois de cross-country (eliminator e pista curta). Um membro da equipe compete em cada etapa, com exceção da corrida em estrada onde ambos os ciclistas participaram.
Pela primeira vez foram realizados dois eventos mistos de BMX (racing e freestyle park) onde cada equipe foi representada por um rapaz e uma moça. O evento do freestyle park contou com uma equipe de ciclistas de diferentes CONs.

## Calendário
| Outubro  | 6 | 7 | 8 | 9 | 10 | 11 | 12 | 13 | 14 | 15 | 16 | 17 | 18 |
| -------- | - | - | - | - | -- | -- | -- | -- | -- | -- | -- | -- | -- |
| Ciclismo |   | 1 |   |   |    | 1  |    |    |    |    |    | 2  |    |

|  | Dia de competição |  | Dia de final |

## Medalhistas
| Evento                                | Ouro                                                                               | Prata                                       | Bronze                                          |
| ------------------------------------- | ---------------------------------------------------------------------------------- | ------------------------------------------- | ----------------------------------------------- |
| Equipes combinadas masculino detalhes | Gleb Brussenskiy Yevgeniy Fedorov KAZ Cazaquistão                                  | Nicolas Kess Arthur Kluckers LUX Luxemburgo | Harry Birchill Sean Flynn GBR Grã-Bretanha      |
| Equipes combinadas feminino detalhes  | Sofie Heby Pedersen Mie Saabye DEN Dinamarca                                       | Laura Stigger Hannah Streicher AUT Áustria  | Virág Buzsáki Blanka Vas HUN Hungria            |
| BMX racing misto detalhes             | Varvara Ovchinnikova Ilia Beskrovnyy RUS Rússia                                    | Zoe Claessens Kevin Schunck SUI Suíça       | Gabriela Bolle Juan Camilo Ramírez COL Colômbia |
| BMX freestyle park misto detalhes     | Agustina Roth Iñaki Iriartes ARG Argentina Lara Lessmann Evan Brandes GER Alemanha | nenhum                                      | Kanami Tanno Yuma Oshimo JPN Japão              |

## Quadro de medalhas
| Ordem | País             | Medalha de ouro | Medalha de prata | Medalha de bronze |    |
| ----- | ---------------- | --------------- | ---------------- | ----------------- | -- |
| 1     | GER Alemanha     | 1               |                  |                   | 1  |
|       | ARG Argentina    | 1               |                  |                   | 1  |
|       | KAZ Cazaquistão  | 1               |                  |                   | 1  |
|       | DEN Dinamarca    | 1               |                  |                   | 1  |
|       | RUS Rússia       | 1               |                  |                   | 1  |
| 6     | AUT Áustria      |                 | 1                |                   | 1  |
|       | LUX Luxemburgo   |                 | 1                |                   | 1  |
|       | SUI Suíça        |                 | 1                |                   | 1  |
| 9     | COL Colômbia     |                 |                  | 1                 | 1  |
|       | GBR Grã-Bretanha |                 |                  | 1                 | 1  |
|       | HUN Hungria      |                 |                  | 1                 | 1  |
|       | JPN Japão        |                 |                  | 1                 | 1  |
| TOTAL | TOTAL            | 5               | 3                | 4                 | 12 |